# Jairo Arrieta
Jairo Arrieta Obando (Nicoya, 25 agosto 1983) è un calciatore costaricano, attaccante del Jicaral Sercoba.

## Biografia
Arrieta è in possesso di una carta verde USA, che lo fa figurare come giocatore nazionale ai fini delle regole per la composizione delle rose MLS.

## Carriera

### Club
Ha fatto il suo debutto da professionista nella stagione 2002-2003, con la A.D. Guanacasteca, squadra costaricana che nel 2004 cambia nome in Brujas.
Nel 2006 passa al Deportivo Saprissa nella massima serie costaricana, per cui segna 48 reti in 178 presenze e da un contributo fondamentale nella vittoria di 5 titoli nazionali.
Nell'aprile 2012 viene acquistato da Columbus Crew, squadra militante nella MLS, mettendosi a disposizione della squadra a partire dal 27 giugno successivo, all'apertura del mercato estivo.
Fa il suo debutto in MLS il 14 luglio, in una sconfitta contro Sporting Kansas City e segna il suo primo gol due settimane più tardi, in una partita ancora contro Sporting Kansas City.
Dopo solo tre partite in MLS, viene nominato Giocatore della Settimana, grazie ad una doppietta che ha segnato la vittoria di Columbus ancora contro Sporting Kansas City.
Nel dicembre 2014 viene selezionato da Orlando City SC durante il draft di espansione in cambio di un posto per un giocatore internazionale nella rosa.

### Internazionale
Arrieta partecipò ai Giochi Olimpici 2004 di Atene con la nazionale U23.
Ha fatto il suo esordio nella nazionale maggiore nel dicembre 2011 in una amichevole contro Cuba e nel 2013 viene convocato per la Coppa centroamericana, vinta proprio da Costa Rica.
Le due reti segnate in totale, le prime con la nazionale maggiore, gli hanno valso il premio Scarpa d'Oro come miglior marcatore del torneo.
In seguito alle buone prestazioni nella Coppa, il 6 febbraio 2013 viene convocato per una partita valevole per le qualificazioni a Brasile 2014 contro Panama, restando però in panchina per tutto l'incontro.
Fa il suo esordio e sua unica presenza nel torneo di qualificazione il 7 giugno contro Honduras.
Nell'estate 2013 viene convocato per partecipare alla CONCACAF Gold Cup.

## Palmarès
- Campionato costaricano: 6

Saprissa: 2006-2007, Invierno 2007, Verano 2008, Invierno 2008, Verano 2010
Herediano: Verano 2017